# Praatpaal

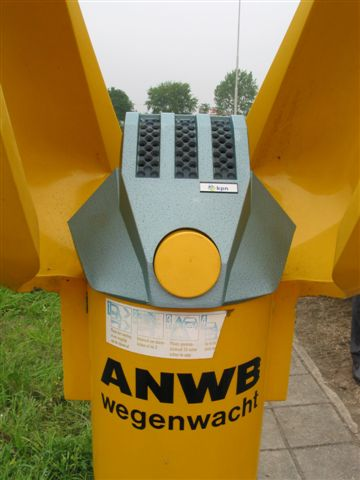
Nederlandse praatpaal (bron:RWS-DID-J.L.)

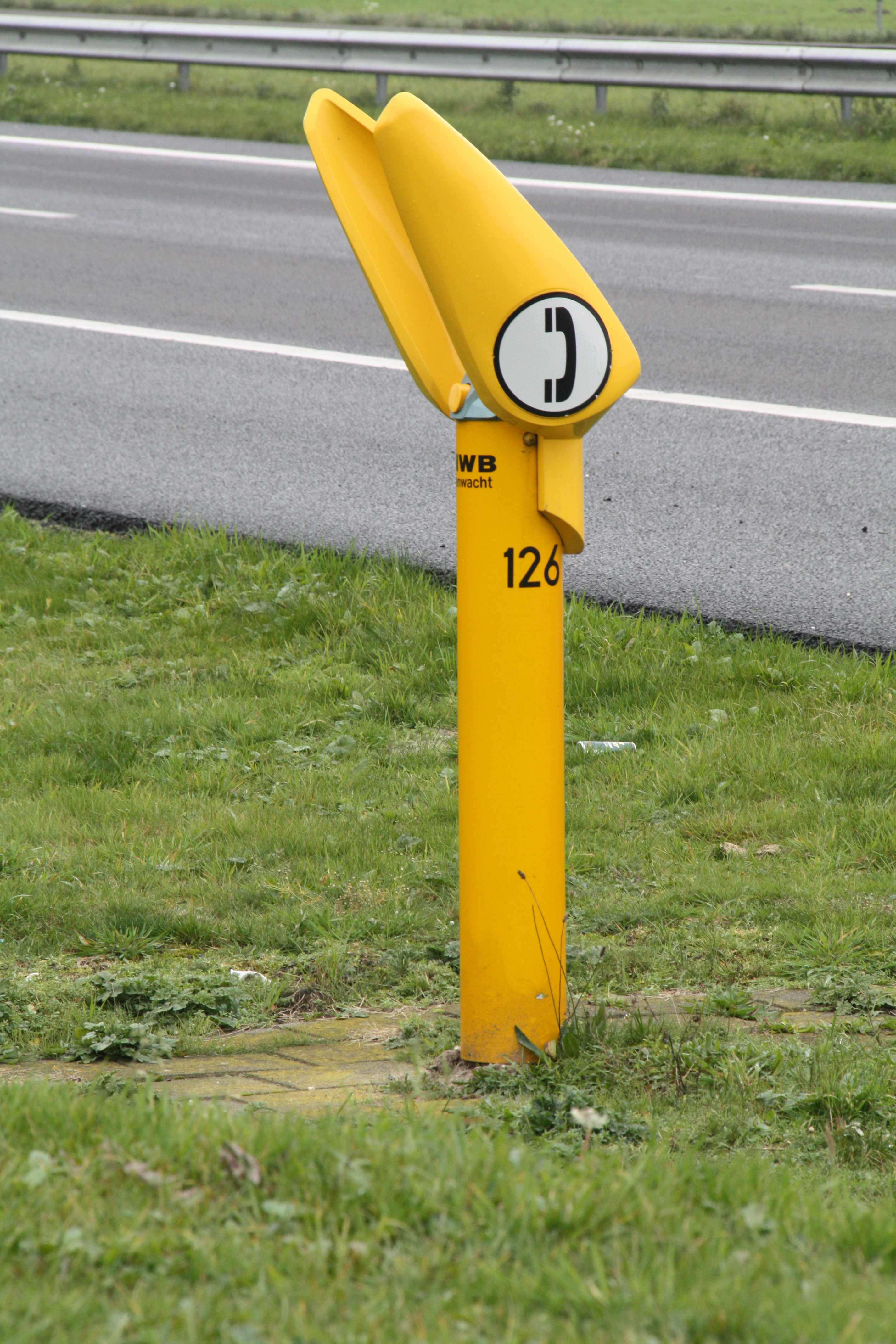
Nederlandse praatpaal vanaf de zijkant

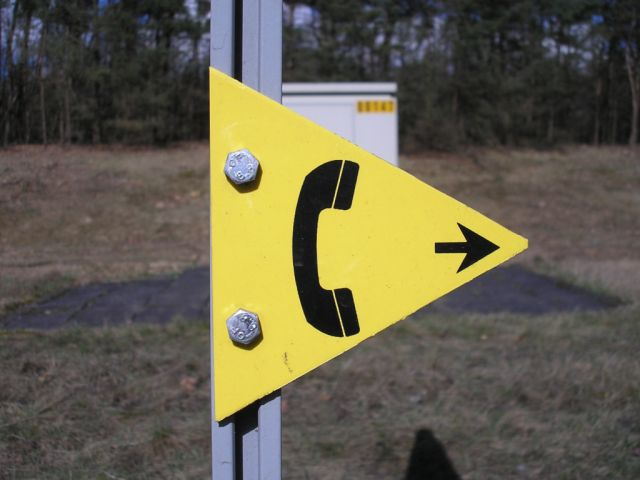
Verwijzing naar dichtstbijzijnde praatpaal

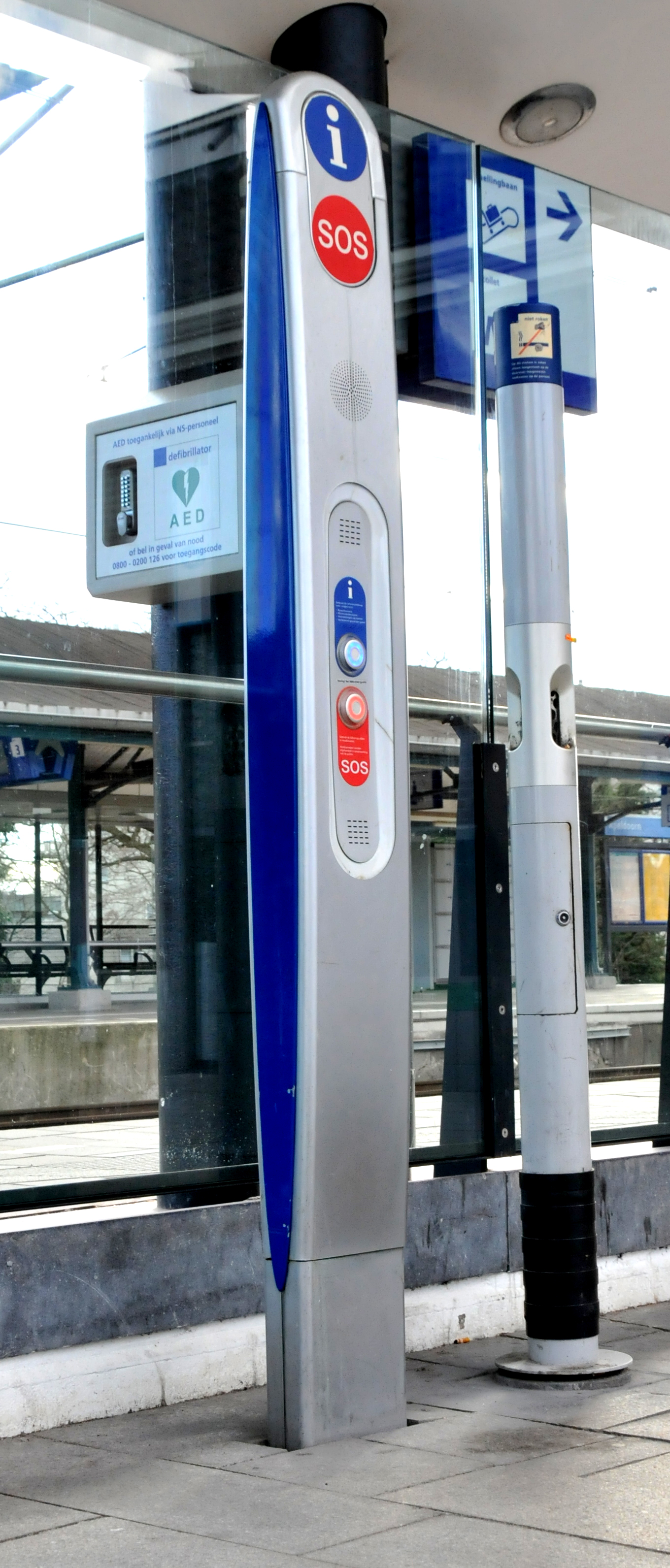
Praatpaal bij spoorwegen in Nederland

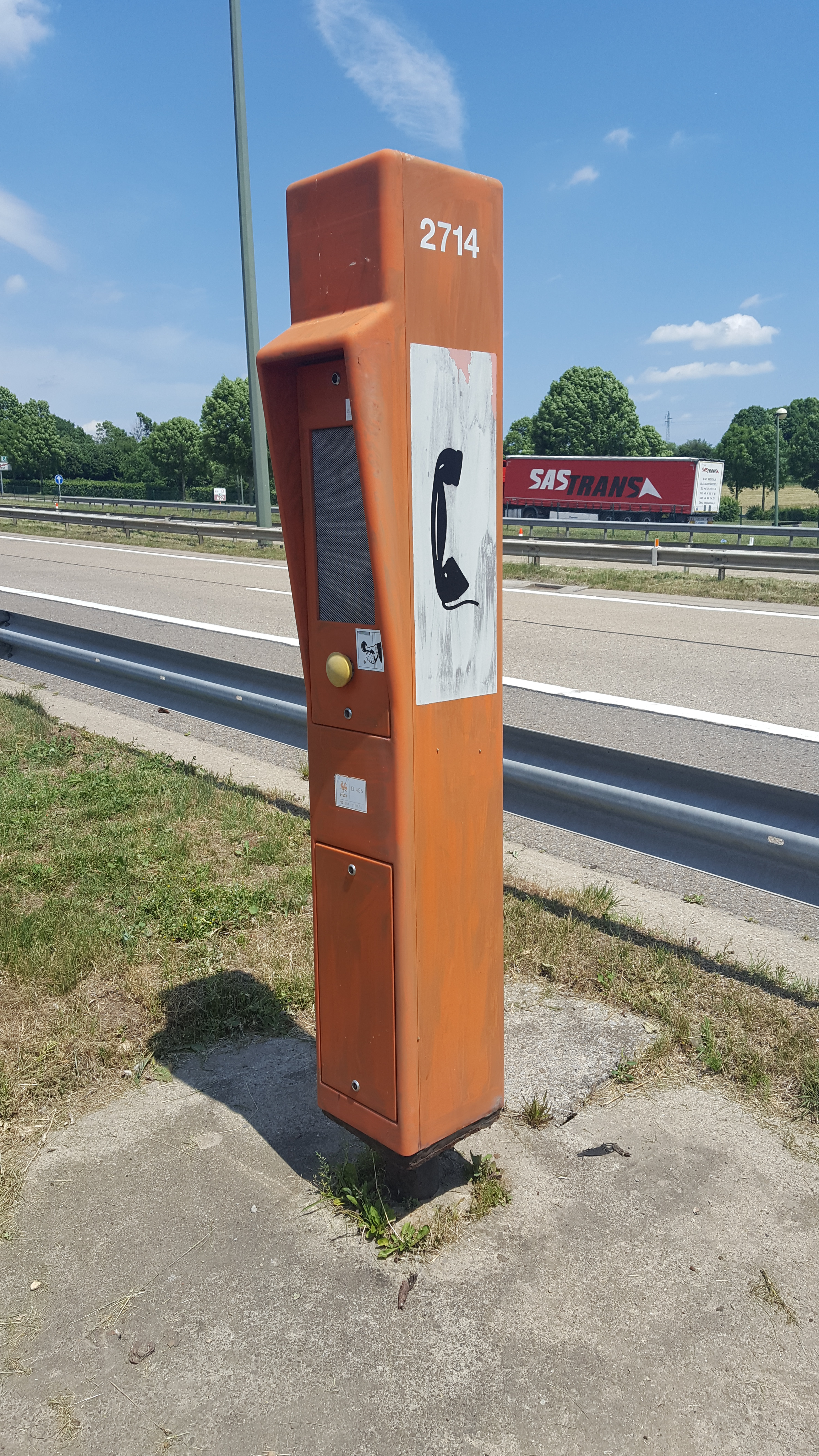
Een praatpaal in België

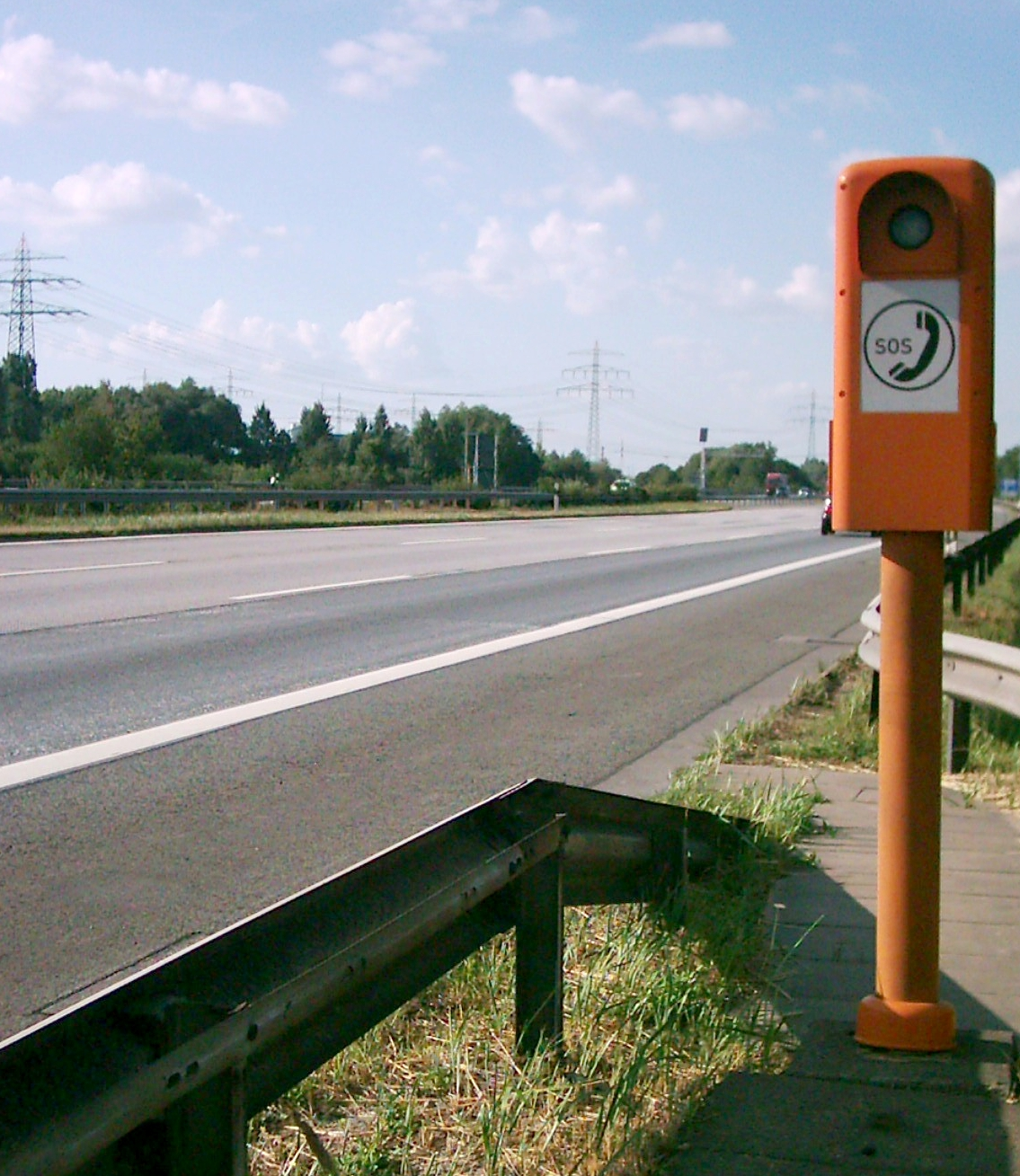
Een praatpaal in Duitsland

Een praatpaal is een installatie langs een snelweg of andere grote weg, waarmee men in geval van autopech of een noodsituatie contact kan krijgen met de hulpdiensten. De praatpalen in Nederland en Vlaanderen zijn sinds 2017 niet meer in gebruik, ze worden door de komst van mobiele telefonie overbodig gevonden. De meeste Europese landen hebben een uitgebreid systeem van praatpalen, waarbij ongeveer om de twee kilometer een praatpaal staat, zodat men meestal niet verder dan een kilometer hoeft te lopen. Welke dienst de oproepen behandelt, verschilt per land. Zo was dat in Nederland de ANWB, in België is dat de federale politie en zijn er ook landen waar men de beheerder van de weg te spreken krijgt.
Praatpalen worden ook geplaatst op trein-, metro- en busstations (door operatoren van het openbaar vervoer) voor service- en alarmdiensten ten behoeve van de reizigers.

## België
In België handelt een Provinciale Verkeerseenheid van de federale politie de oproepen af.
Op 23 januari 2017 werden de praatpalen in Vlaanderen buiten werking gesteld. In tunnels blijven noodtelefoons aanwezig, gezien deze verplicht zijn door de Europese tunnelrichtlijn. Wel werden ze in de loop van 2017 vervangen door een nieuwe technologie. Praatpalen in Wallonië bleven nog in werking en werden op hun beurt gedesactiveerd op 1 mei 2021.

## Duitsland
In Duitsland bevinden de oranje praatpalen zich langs autosnelwegen, maar ook langs afgelegen Bundesstraßen en regionale wegen. De oproepen worden afgehandeld door de meldkamer van de gezamenlijke Duitse autoverzekeraars. Praatpalen in steden en parken zijn niet primair voor automobilisten bedoeld, deze hebben doorgaans direct contact met politie of brandweer.

## Nederland

### ANWB en Rijkswaterstaat
In 1960 werden door de ANWB 12 proefpalen naar Duits ontwerp – door de ANWB "telefoonzuilen" genoemd (kastjes, afgesloten door een deurtje en een telefoontoestel erin) – geplaatst langs Rijksweg 13 (de latere A13), Rotterdam - Den Haag. Dit idee van de ANWB stamde al uit de jaren 30. De proef slaagde met in het eerste jaar reeds 16.000 meldingen. In 1965 werden er 18 palen geplaatst op de Oosterscheldebrug. Door hun speciale vormgeving met bescherming tegen zout water kregen ze de bijnaam "Kletskop". In 1967 volgde de plaatsing van telefooncellen van de ANWB op parkeerplaatsen langs de snelwegen. 
De rijksoverheid nam in 1968 de kosten voor verdere uitbreiding op zich. Een nieuw ontwerp van Philips in 1969 had de bekende naar voren staande "oren" en een drukknop om de verbinding direct tot stand te brengen. Hiervan werden in 1970 de eerste exemplaren door Rijkswaterstaat langs Rijksweg 28 (de latere A28), de autosnelweg Hoevelaken – Zwolle, geplaatst. Daarna werden er 1500 door Rijkswaterstaat langs de snelwegen geplaatst. 
Het netwerk werd in 1977 landelijk dekkend met totaal 1700 praatpalen die om de twee kilometer te vinden waren. Tegen de eeuwwisseling was dat aantal gegroeid tot zo'n 3500. 
In 1994 volgde een nieuw ontwerp met twee omhoog geplaatste "oren", met de bijnaam “konijn”.
De praatpalen vielen onder de verantwoordelijkheid van Rijkswaterstaat, maar werden in opdracht van Rijkswaterstaat geplaatst en beheerd door de ANWB. De oproepen werden in eerste instantie afgehandeld door de meldkamer van de ANWB. Vanaf 1977 beschikte Nederland over een landelijk dekkend netwerk van praatpalen langs de autosnelwegen. Pijltjes op hectometerpaaltjes of geleiderail gaven de richting aan naar de dichtstbijzijnde praatpaal. Men verkreeg contact met de meldkamer door een druk op de knop. De centralist kon zien van welke praatpaal de oproep afkomstig was, zodat er snel kon worden gereageerd.
In 1999 kwamen er nog 100.000 meldingen via de palen binnen. Echter, de mobiele telefoon en de opkomst van moderne alarmeringssystemen in auto's leidden ertoe dat de palen steeds minder gebruikt werden. Bovendien vereist het beheer en onderhoud van het netwerk een bedrag van 1 miljoen euro per jaar. De conclusie van Rijkswaterstaat en ANWB is overgenomen door de minister, zodat in 2014 door de minister van Infrastructuur en Milieu besloten werd tot het opheffen van het praatpalennetwerk.
De 3300 gele praatpalen langs de autosnelwegen in Nederland zijn per 1 juli 2017 uitgeschakeld en in de maanden daarna verwijderd.

### Nederlandse Spoorwegen
Op de meeste stations, waaronder alle stations met volledig in werking zijnde ov-poortjes, bevinden zich praatpalen (NS Service- en alarmzuilen) met twee knoppen. De praatpalen bevinden zich op de laatstgenoemde stations aan beide kanten van de ov-poortjes. 
- De praatpalen hebben een informatieknop (i) met blauw licht die met de vervoerder is doorgeschakeld voor het opvragen van onder meer reisinformatie of een verzoek tot het openen van een of meerdere poortjes. In het laatste geval komt de melding direct bij de veiligheidscentrale uit in plaats van de klantenservice.
- De praatpalen hebben een noodknop (SOS) met rood licht die is doorgeschakeld met de alarmcentrale.

Ook op veel stations en rangeerplaatsen maakte de NS gebruik van praatpalen. Op de vrije baan stond een praatpaal bij elke seinpaal. Er was in de jaren 60 nog geen mobiel verkeer tussen de treindienstleider en de machinist en rangeerder. De communicatie verliep via deze praatpalen zoals ook bij de ANWB. Men drukte op de spreekknop en sprak je bericht in de microfoon. Via de luidspreker hoorde de machinist en rangeerder wat zijn dienstopdracht was.

## Mobiele telefoon
Sinds de opkomst van de mobiele telefoon wordt er steeds minder van praatpalen gebruikgemaakt. Voordeel van de mobiele telefoon is dat de weggebruiker niet naar de praatpaal hoeft te lopen en problemen sneller kunnen worden gemeld. Bovendien is de mobiele telefoon bijna overal bruikbaar, ook op plaatsen waar geen praatpaal is.
Een nadeel van de mobiele telefoon is dat veel melders niet goed kunnen aangeven waar ze zich precies bevinden. Langs hoofdwegen kan dat door het nummer van het hectometerpaaltje te noemen. Op verzorgingsplaatsen is het zinvol om de naam te noemen van de verzorgingsplaats waar men staat. Deze staat aangegeven op het afslagbord van de verzorgingsplaats en ook vaak bij de verzorgingsplaats zelf. Een ander nadeel blijkt bij ernstige incidenten, waarbij veel waarnemers tegelijk naar de mobiele telefoon grijpen zodat het netwerk overbelast wordt.